# Marie-Christine d'Autriche (1574-1621)
Pour les articles homonymes, voir Marie-Christine d'Autriche (homonymie).
Marie-Christine d'Autriche (10 novembre 1574 – 6 avril 1621) est une princesse transylvaine par son mariage avec Sigismond Ier Báthory.

## Biographie
Marie-Christine d'Autriche est la fille de l'archiduc Charles II d'Autriche-Styrie, fils de l'empereur Ferdinand Ier et de Marie-Anne de Bavière. Son frère aîné l'archiduc Ferdinand II devient empereur du Saint-Empire romain germanique en 1619.

### Mariage
Le 7 février 1595 la demande formelle de mariage pour Marie-Christine émanant de Sigismond Báthory, le prince de Transylvanie régnant, est reçue, par l'intermédiaire du noble Etienne II Bocksai. Le contrat de mariage est négocié pendant un mois et la mariée ne part que le 15 juin accompagnée de sa mère, du prince-évêque Georges de Lavant et de 6 000 cavaliers allemands. À Košice, Marie-Christine tombe malade, ce qui retardera le convoi. Le mariage est officié le 6 août 1595 à Weissenburg et Marie-Christine rejoint la Transylvanie juste après.

### Princesse consort
Le mariage sera considéré comme un gain politique, Sigismond Bathory étant un ancien vassal de l'Empire ottoman, maintenant lié au Saint-Empire romain germanique. L'empereur Rodolphe II nommera Sigismond, prince du Saint-Empire romain (Reichsfürst), et récupérera la main sur la Transylvanie si le couple reste sans héritier. L'accord est signé le 16 janvier 1595 par le parlement hongrois à Bratislava.
Cependant, cette union ne sera pas heureuse : après une nuit de noces désastreuse, Sigismond refuse de consommer le mariage et fait enfermer sa femme dans la forteresse de Kővár vára.

### Règne
Le 18 avril 1598, à la demande de la noblesse locale, elle est élue pour occuper le trône de Transylvanie après l'abdication de son mari. Cependant, son règne ne sera que nominatif, l'empereur Rodolphe II envoie des représentants pour s'occuper du trône. Le 20 août, Sigismond Báthory revient sur le trône et se réconcilie avec sa femme.

### Fin de vie
Lorsque Sigismond abdique pour la deuxième fois en mars 1599, Marie-Christine peut rentrer en Autriche. Le 17 août, le pape Clément VIII dissout le mariage pour « impuissance » et en 1607, Marie-Christine rejoint sa jeune sœur Eléonore dans le couvent de Hall en Tyrol (Haller Damenstift), où elle meurt en 1621 à l'âge de 46 ans.